# Rhododendron acrophilum
Rhododendron acrophilum är en ljungväxtart som beskrevs av Elmer Drew Merrill och Quisumb. Rhododendron acrophilum ingår i släktet rododendron, och familjen ljungväxter. Inga underarter finns listade i Catalogue of Life.